# Contea di Lanling
La contea di Lanling (兰陵县S, Lánlíng XiànP) è una contea della Cina, situata nella provincia dello Shandong e amministrata dalla prefettura di Linyi.